# Poliacrilato de sodio
El poliacrilato de sodio es un polímero formado por monómeros —CH2CH(CO2Na)— inventado por Robert Niles Bashaw, Bobby Leroy Atkins y Billy Gene Harper en el Basic Research Laboratory de la Dow Chemical Company. Es la sal del ácido poliacrílico, que se obtendría (teóricamente) de la neutralización del ácido con NaOH. También se le conoce como súperabsorbente, waterblock o SAP (super absorbent polymer). Se observa como un polvo blanco y sin olor. Puede aumentar su volumen hasta 500 veces si se le agrega agua destilada. Debido a sus cualidades es utilizado en pañales, toallas higiénicas o procesos químicos que requieran la absorción de agua.
La capacidad de absorber grandes cantidades de agua se debe a que en su estructura molecular existen grupos de carboxilatos de sodio que cuelgan de la cadena principal del polímero. Estos grupos, al entrar en contacto con el agua desprenden el catión sodio, dejando libres iones negativos de carboxilato. Los iones negativos se repelen, estirando la cadena principal y provocando el aumento de volumen. Para que el compuesto vuelva a ser estable y neutro, los iones captan las moléculas de agua y se neutraliza la carga.
Este polvo, al añadirle agua, se puede observar como va absorbiéndola por cada uno de los granitos, y se van agregando hasta formar una especie de gel cristalino. Debido a que este compuesto posee alta masa molecular, en vez de disolverse, se gelifica.

## Aplicaciones
Entre las aplicaciones más comunes del poliacrilato de sodio se encuentran:
- Nieve artificial: Este compuesto tiene la singular característica de parecerse a la nieve, mirando a simple vista, por lo que sirve para la creación de nieve artificial, que también sirve para hacer experimentos fáciles y sencillos. Para ello se necesita poliacrilato de sodio y agua, pero si se le añade sal se acaba desabsorbiendo el agua, aunque de forma lenta ya que tarda al menos una semana en perder toda el agua absorbida.
- Secuestradores de iones en detergentes: Al unirse los elementos iónicos del agua dura, tales como el calcio y el magnesio, los tensioactivos de los detergentes funcionan de manera más eficiente.
- Agentes espesantes: Para aumentar la viscosidad del agua en algunas aplicaciones. Se puede emplear como gelificante.
- Recubrimiento: En el aislamiento de centrales eléctricas y cables ópticos que pudieran entrar en contacto con el agua.
- Pañales absorbentes.
- Limpieza de residuos médicos de los hospitales.
- Eliminación de agua en algunos combustibles como los utilizados en aviación.
- Absorción de agua en fugas.
- Diversos procesos químicos que requieren que se absorba agua.
- Acondicionamiento de tierra en jardines para que retenga una mayor cantidad de agua .

El poliacrilato de sodio se trata de un polímero superabsorbente, y muchas de sus aplicaciones se debe precisamente a su gran afinidad por el agua.